# Stettner Sebestyén

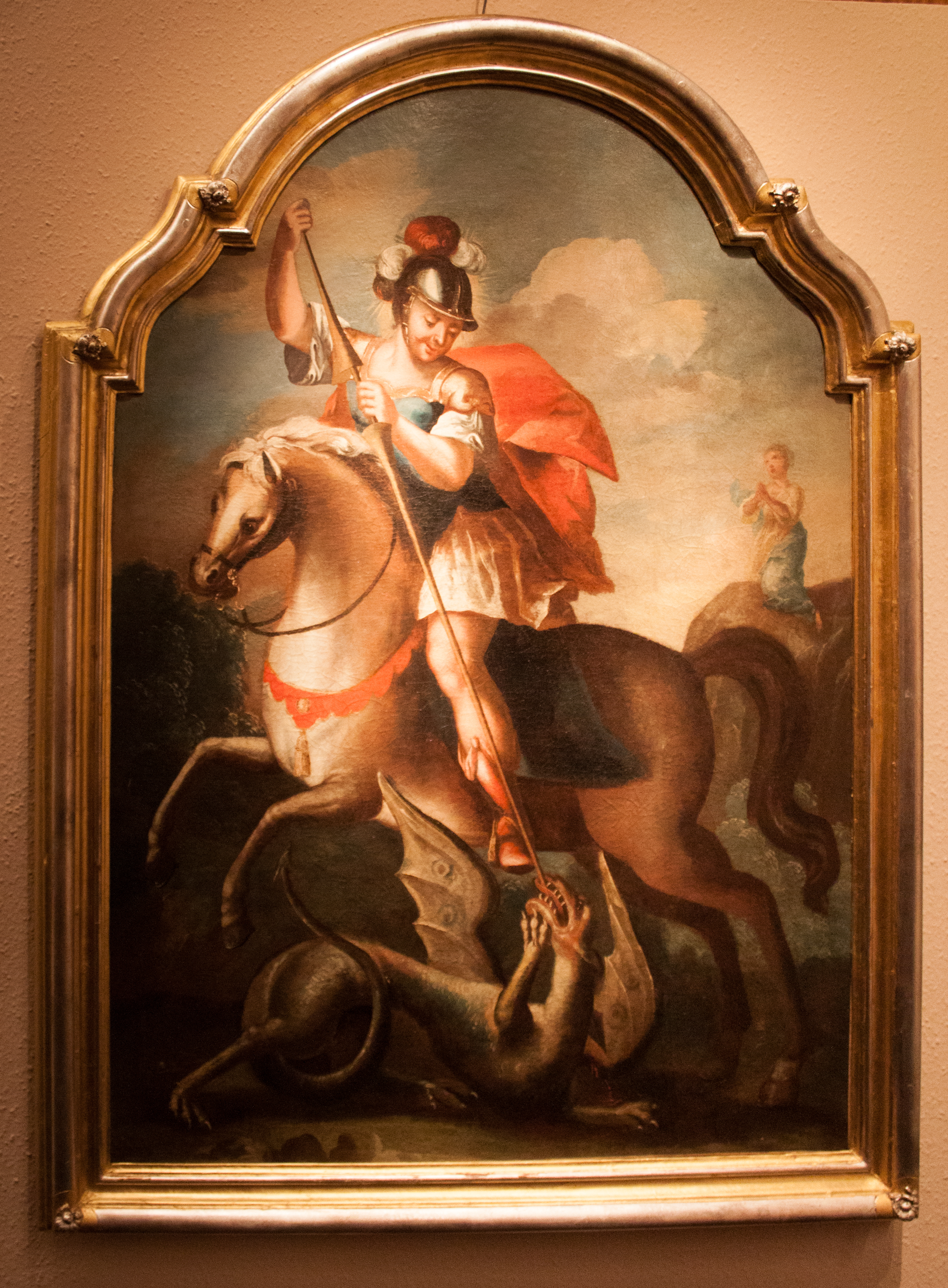
Szent György - oltárkép Szabadkáról

Stettner Sebestyén (Sebastian Stetner) (Dorsten (Kreis Recklinghausen), 1699. – Buda, 1758.) bajor származású aranyozó- és festőművész.

## Munkássága
1727-ben telepedett meg Budán. Az Országház utca 18. alatt lévő épület volt a háza.  Oltárfestői stílusa itáliai hatásokat tükröz. Jó kompozíció, harmonikus színvilág jellemzi művészetét. A kisebb geometriai és anatómiai hiányosságokat ellensúlyozza az arcok és alakok ábrázolásának egyedi bája.
Nagyobb megbízásait vidéki városokban kapta, főbb alkotásai a szegedi plébániatemplomban (1739), a szabadkai (1741), pesti (1743), nagykanizsai (1749) és esztergomi (1754) ferences templomokban és a kalocsai főszékesegyházban (1755) találhatóak. Szabadkán biztosan, másutt valószínűleg az oltárok faszobrászati munkáit Hörger Antal (Kismarton, 1676 – Buda, 1765), a kor kiemelkedő budai szobrásza végezte.
Hosszú ideig feledésbe merült alkotásait a 21. század elején fedezték fel újra, először Szabadkán, majd többi korabeli barokk templomban. Rekonstruált műveiből jelentős művészeti értékű kiállítást rendeztek, amelyet Szabadka, Szeged és Baja után a Budapesti Történeti Múzeumban is bemutattak 2013. november – 2014. január között.